# Le Bouton (Reddit)
Pour les articles homonymes, voir Le Bouton (homonymie).
Le Bouton était un méta-jeu en ligne et une expérience sociale mettant en vedette un bouton en ligne et un compte à rebours de 60 secondes qui se réinitialisait à chaque pression sur le bouton par un internaute, chacun ne pouvant presser le bouton qu'une seule fois. 
Le jeu a été hébergé sur le site de réseautage social Reddit à compter du 1er avril 2015 (en guise de poisson d'avril) et a été actif jusqu'au 5 juin 2015. Le jeu a été lancé par un administrateur de Reddit.
Le Bouton a suscité l'enthousiasme des utilisateurs de Reddit dans le monde entier, attirant des clics de plus d'un million de comptes d'utilisateurs uniques. Divers sites web, extensions de navigateur et applications mobiles ont été créés pour suivre les statistiques du Bouton et prévenir les utilisateurs lorsque le compteur atteignait un certain seuil.
Le compte à rebours du Bouton a atteint zéro plusieurs fois en raison d'incidents techniques, mais a été réinitialisé en appuyant dessus. Le 5 juin 2015, le compte à rebours a atteint zéro sans aucune tentative de pression sur le Bouton, mettant ainsi fin à l'expérience.

## Vue d'ensemble
La communauté Reddit spécifique (subreddit) du Bouton avait l’apparence standard de Reddit mais avec un bouton à côté d’un compte à rebours de 60 secondes en haut de la page. Lorsque le Bouton était cliqué, le compte à rebours se réinitialisait.  Le Bouton ne pouvait être pressé qu'une fois par chaque compte Reddit créé avant le début de l'événement le 1er avril,. Il y avait également un nombre cumulatif de tous les utilisateurs uniques qui avaient cliqué sur le Bouton depuis son lancement. Le Bouton était de couleur bleu clair.
Tous les utilisateurs ont reçu un petit point appelé flair à côté de leur nom d'utilisateur. Les utilisateurs qui n'avaient pas appuyé sur le Bouton avaient un point gris et les utilisateurs qui l'avaient pressé avaient un point coloré en fonction de l'état du minuteur lorsque le Bouton était pressé. Lorsqu'on place le curseur sur ce point coloré, le temps en secondes sur le compteur lorsque l'utilisateur a cliqué sur le Bouton s'affiche. Sur le subreddit, les temps des utilisateurs et les couleurs de flair suivantes sont devenus des symboles de statuts.

## Histoire
Le Bouton a été introduit le 1er avril 2015 dans un post sur le blog officiel Reddit.
Le 5 juin 2015, à 22:49:53 CEST, une personne avec le nom d'utilisateur BigGoron est devenue le dernier utilisateur à appuyer sur le Bouton (surnommé The Pressiah par la communauté). Soixante secondes plus tard, le compte à rebours a atteint zéro et s'est terminé 2 mois et 4 jours après avoir commencé. Le Bouton a été désactivé et recouvert du texte « l'expérience est terminée ». Six minutes plus tard, l'administrateur Reddit et le créateur du Bouton powerlanguage ont annoncé que le forum serait archivé dans les dix minutes.
L'expérience s'est terminée avec 1 008 316 clics de boutons enregistrés.

## Problèmes techniques
Le Bouton a rencontré des problèmes techniques qui l’ont amené à atteindre zéro malgré le fait que des utilisateurs l’ont pressé à temps. Cela s'est produit plusieurs fois et a été attribué à des erreurs de base de données par les administrateurs de reddit. Les pannes ont provoqué le mécontentement de la communauté et certaines spéculations sur le fait que le subreddit était manipulé par les administrateurs. Bien que le Bouton ait été réactivé dans la journée suivant les pannes, les administrateurs de Reddit ont envisagé de terminer l'expérience le Bouton plus tôt.

## Interaction communautaire
La ségrégation inhérente à cette communauté Reddit spécifique (subreddit) a conduit au développement de groupes de type culte entourant des flairs ou des croyances spécifiques vers le Bouton lui-même. Chaque culte individuel pourrait être facilement identifié par la couleur de son flair, représentant le court laps de temps pendant lequel l'utilisateur a appuyé sur le Bouton. Parmi les cultes, le plus fondamental était la division entre ceux qui appuieraient sur le Bouton, « les presseurs » et ceux qui s'abstiendraient, « les non-presseurs ». Plus encore, un culte unique s’est formé sur chacun des six autres flairs colorés. Les cultes séparés tenaient tous leurs propres croyances concernant ce qui pouvait arriver quand l'horloge atteindrait zéro.
Une image publique entourant chaque culte s'est finalement développée. Certains, tels que le flair « gris » donné à ceux qui ne voulaient pas appuyer sur le Bouton, ou le flair « rouge » donné à ceux qui l’appuyaient lorsque le chronomètre indiquait 0-11 secondes, étaient considérés comme prétentieux et arrogants quant à leurs croyances, et hostiles envers les nouveaux venus. D'autres, cependant, comme le flair « violet » donné à ceux qui ont appuyé sur le Bouton entre 52 et 60 secondes, ont été considérés comme compatissants et accueillants envers les nouveaux membres. Quoi qu'il en soit, chaque culte a conservé une image publique grâce à l'utilisation de mascottes habillées et à code couleur. En outre, des noms sont apparus pour représenter chacun des cultes, tels que « The Emerald Council » pour le flair vert, ou « The Violet Hand » pour le flair violet. Finalement, la communauté construite autour du Bouton faisait référence aux flairs colorés non pas par leur couleur, mais par le nom donné aux cultes les représentant.
Dans le groupe plus important du flair gris, ceux qui ne voulaient pas appuyer sur le Bouton, de plus petits cultes se sont formés avec des croyances uniques à d'autres qui avaient également le flair gris. Parmi ceux-ci, les plus importants étaient les « Chevaliers du Bouton ». Les membres de ce culte ont tenté d'empêcher que le Bouton n'atteigne zéro en appuyant dessus avant que l'horloge ne puisse descendre complètement. Les Chevaliers sont allés jusqu'à créer un algorithme associé à un grand nombre de comptes factices pour appuyer sur le Bouton automatiquement avant qu'il ne puisse atteindre zéro. Cependant, parmi ces comptes, l’un n’avait pas été créé avant le 1er avril 2015 et n’a donc pas pu appuyer sur le Bouton, lui permettant ainsi d’atteindre finalement zéro.